# 下格斯特恩

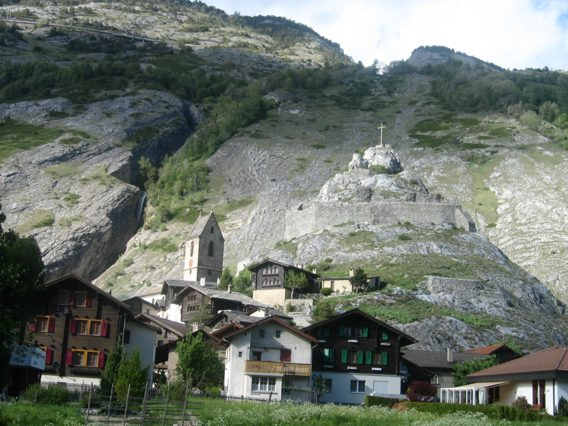

下格斯特恩（德语：Niedergesteln）是瑞士的城鎮，位於該國南部，由瓦萊州負責管轄，面積17.46平方公里，海拔高度639米。截至2018年底，人口710，九成半人口信奉羅馬天主教，人口密度每平方公里41人。

## 外部連結
- Official website（页面存档备份，存于） （德文）